# Stara Rzeka (dopływ Leksandrówki)
Stara Rzeka – potok, prawy dopływ Leksandrówki o długości 4,13 km i powierzchni zlewni 5,83 km².
Zlewnia potoku znajduje się na Pogórzu Wiśnickim. Stara Rzeka wypływa w lesie na wysokości około 295 m na granicy miejscowości Chronów i Gnojnik. Spływa początkowo w kierunku wschodnim, później zakręca na północ i płynie przez tereny wsi Uszew, w której uchodzi do Leksandrówki na wysokości 234 m n.p.m..